# زغاوة (قبيلة)
زغاوة أو بري بور هي من أشهر قبائل افريقيا و هم قبائل من شعب الملثمين الأمازيغ، وبطن من بطون قبيلة هوارة الأمازيغية التي يرجع نسبها إلى أوريغة، وهي أيضا أحد أشهر قبائل البافار الخمس -(اتحادية بين قبائل هوارة وصنهاجة)- والتي تنحدر رمزيا من الجدة النبيلة الملكة تين هنان، أو تزگاي العرجاء. وقد عد النسابون البربر زغاوة في بطون البربر، وعدهم ابن خلدون في بطون البربر أيضا، ولا علاقة لهم بزغاوة السودان، زنوج التوبو الذين يتحدثون لغة الزغاوة.[محل شك]

## التاريخ
تعتبر زغاوة، و هقارة، ولمطة، و صنهاجة، وهسكورة، من قبائل البافار الخمس مهد أسطورة تين هنان، وبالطبع فإن مختلف أسماء هذه القبائل إنما تعبر عن نحل العيش الغالبة على أبنائها، وليست أسماء رجال تاريخيين يشكلون أجدادا لتلك القبائل. فقبيلة الزغاوة، ليس هذا اسمها في لسان الأمازيغ، لكن القرائن تدل على صلته بالجدة الغامضة تزغي (تزگي)، الزغاوية والزگاوية هم "الصارخون"، ربما بألفاظ وأصوات ذات استخدام حربي، مما هو معروف في تاريخ القبائل المحاربة.

ولقد قاد التزگيون حاربا طاحنة أنهت سلطنة الجرمنتيين على جبل آدرار الذي كان يسمى قمنورية وهو لفظ ورد في خرائط بطليموس ونقله العرب كما هو. ويقول الإدريسي في "نزهة المشتاق":
«وأرض قمنورية منها في جهة الشمال متصلة من غربيها بالبحر المظلم وتتصل من جهة شرقيها بصحراء نيسر وعلى هذه الصحراء طريق تجار أهل أغمت وسجلماسة ودرعة والنول الأقصى إلى بلاد غانة وما اتصل بها من أرض ونقارة التبر وأما أرض قمنورية المذكورة فكانت بها مدن للسودان مشهورة وقواعد مذكورة لكن أهل زغاوة وأهل لمتونة الصحراء الساكنون من جهتي هذه الأرض طلبوا هذه الأرض أعني أرض قمنورية حتى أفنوا أكثر أهلها وقطعوا دابرهم وبددوا شملهم على البلاد وأهل بلاد قمنورية فيما يذكره التجار يدعون أنهم يهود وفي معتقدهم تشويش وليسوا بشيء ولا على شيء ولا ملك فيهم ولا ملك عليهم بل هم ممحونون من جميع الطوائف المجاورين لهم المحدقين بأرضهم وكانت في القديم من الزمان السالف لأهل قمنورية مدينتان عامرتان اسم إحداهما قمنورى واسم الأخرى نغيرا وكانت هتان المدينتان تحتويان على أمم من القمنورية وبشر كثير وكان لهم رؤوس وشيوخ يدبرون أمرهم ويحكمون في مظالمهم وما وقع بينهم فأفنتهم الأيام وتوالت عليهم الفتن والغارات من جميع الجهات فقلّوا في تلك الأرض وفرّوا عنها واعتصموا في الجبال وتفرقوا في الصحارى ودخلوا في ذمة من جاورهم وتستروا في أكنافهم فلم يبق من أهل قمنورية إلا قوم قلائل متفرقون في تلك الصحارى وبمقربة من الساحل عيشهم من الألبان والحوت وهم في نكد من كد العيش وضيق الحال وهم ينتقلون في تلك الأرض مع مهادنة من جاورهم ويقطعون أيامهم مسالمة إلى حين.»
ووصف أهل قمنورية بأنه كان لهم شيوخ وقرى، هو وصف دقيق تاريخيا، لأنه ينطبق على شعب الجرمنتيين الذين وصفهم هيرودوت بنفس تلك الأوصاف. وإشارة النص إلى تحالف لمتونة وزغاوة في تلك الحرب يزكي بجلاء تلك الأطروحة التي تدل على صلتهما بالملكة تين هنان - تيزگي.

وكان من زغاوة أيضا عائلات دخلت جزيرة صقلية بعد فتحها، حيث قال الدكتور إحسان عباس في كتابه "العرب في صقلية":
«وبين سكان بلرم من أصحاب الأملاك أو الشهود الواردة أسماءهم في الوثائق.. أسماء بربر من هوارة ولواتة وزغاوة وزناتة.»